# Arlington Butler
Sir Arlington Griffith Butler (ur. 2 stycznia 1938 w Nassau, zm. 9 listopada 2017 w Nassau) – polityk i dyplomata Bahamów, działacz sportowy, z zawodu nauczyciel i prawnik. Pełnił m.in. funkcję przewodniczącego Izby Zgromadzenia (niższej izby parlamentu krajowego) w latach 1972–1977.
Kształcił się w The Bahamas Teachers College, a następnie na uczelniach angielskich – Uniwersytecie Nottingham i Longborough Training College. Po powrocie na Bahamy pracował w zawodzie nauczyciela, był m.in. zastępcą dyrektora Government High School i Prince William High School. W 1966 zajął się działalnością polityczną jako członek Postępowej Partii Liberalnej i w 1968 został po raz pierwszy wybrany do parlamentu. Aktywność polityczną łączył z przynależnością do palestry (od 1974). W latach 1970–1971 pełnił funkcję wiceprzewodniczącego Izby Zgromadzenia, a w październiku 1972 został przewodniczącym. W czasie, kiedy stał na czele parlamentu, Bahamy uzyskały w 1973 niepodległość. W 1977 Butler opuścił Postępową Partię Liberalną i jako reprezentant Wolnego Ruchu Narodowego bez powodzenia ubiegał się o odnowienie mandatu parlamentarnego. Przegrywał także wybory w 1982 i 1987, ale powrócił do parlamentu w 1992, otrzymując także tekę ministerialną (bezpieczeństwa publicznego, potem transportu i robót publicznych) w gabinecie Huberta Ingrahama (do 1995). W latach 1996–1997 był ambasadorem w Stanach Zjednoczonych. W 1996 otrzymał tytuł szlachecki "sir" wraz z komandorią Orderu św. Michała i św. Jerzego.
W latach 1972–2008 przewodniczył Komitetowi Olimpijskiemu Bahamów (w pierwszych latach pod nazwą Stowarzyszenie Olimpijskie Bahamów). Pod jego kierunkiem sportowcy bahamscy uczestniczyli w ośmiu igrzyskach olimpijskich, a ich dorobek medalowy, w okresie poprzedzającym działalność Butlera wynoszący jedno złoto i jeden brąz (oba medale w żeglarstwie), zwielokrotnił się, szczególnie w lekkoatletyce. Butler działał także w Panamerykańskiej Organizacji Sportu oraz w Federacji Igrzysk Wspólnoty Narodów. Był rzecznikiem zmiany nazwy Igrzysk Imperium Brytyjskiego na Igrzyska Wspólnoty Narodów. W uznaniu zasług dla sportu został uhonorowany nagrodą Międzynarodowego Komitetu Olimpijskiego im. barona de Coubertin.
Z pierwszego małżeństwa z Sheilą Paulette, zawartego 18 kwietnia 1965, miał czworo dzieci: Arvina, Arlingtona Gibao, Kristal (Lafleur) i Karę (Butler-Wight); żona zmarła w sierpniu 2013. 6 maja 2015 Butler poślubił Hazel Scott.

## Źródła
- Candia Dames, Sir Arlington Butler dies at 79, "The Nassau Guardian". thenassauguardian.com. [zarchiwizowane z tego adresu (2017-11-13)]. (dostęp: 14 listopada 2017).
- Sancheska Dorsett, Sir Arlington Butler Dies Age 79, "Tribune 242" (dostęp: 14 listopada 2017).
- A Man for All Seasons… Earl of Winton Sir Ali passes at 79…, bahamapress.com. bahamaspress.com. [zarchiwizowane z tego adresu (2017-11-15)]. (dostęp: 14 listopada 2017).
- The Bahamas Olympic Committee: Death of Sir Arlington Butler, thebahamasweekly.com (dostęp: 14 listopada 2017).